# HC Oceláři Třinec
HC Oceláři Třinec (celým názvem: Hockey Club Oceláři Třinec) je český klub ledního hokeje, který sídlí v Třinci v Moravskoslezském kraji. Založen byl v roce 1929 pod názvem SK Třinec. Svůj současný název nese od roku 1999. V sezóně 2010/11 získal Třinec svůj historicky první titul mistra České republiky. Celkově má na kontě šest mistrovských titulů, poslední ze sezóny 2023/24. Od sezóny 1995/96 působí v Extralize, české nejvyšší soutěži ledního hokeje. Klubové barvy jsou červená a bílá.
Své domácí zápasy odehrává ve WERK ARENĚ s kapacitou 5 400 diváků .

## Základní údaje
- Rok založení: 1929
- Oficiální název: HOCKEY CLUB OCELÁŘI TŘINEC a.s.
- Adresa: ul. Frýdecká 850, Staré Město, 739 61 Třinec
- IČ: 25841599
- Klubové barvy: bílá a červená
- Kapacita stadionu: 5 400 (4000 k sezení)

## Historické názvy
Zdroj:
- 1929 – SK Třinec (Sportovní klub Třinec)
- 1938 – KS Zaolzie (Klub Sportowy Zaolzie)
- 1939 – SK Železárny Třinec (Sportovní klub Železárny Třinec)
- 1950 – TJ TŽ VŘSR Třinec (Tělovýchovná jednota Třinecké železárny Velké říjnové socialistické revoluce Třinec)
- 1988 – TJ TŽ Třinec (Tělovýchovná jednota Třinecké železárny Třinec)
- 1994 – HC Železárny Třinec (Hockey Club Železárny Třinec)
- 1999 – HC Oceláři Třinec (Hockey Club Oceláři Třinec)

## Týmové úspěchy

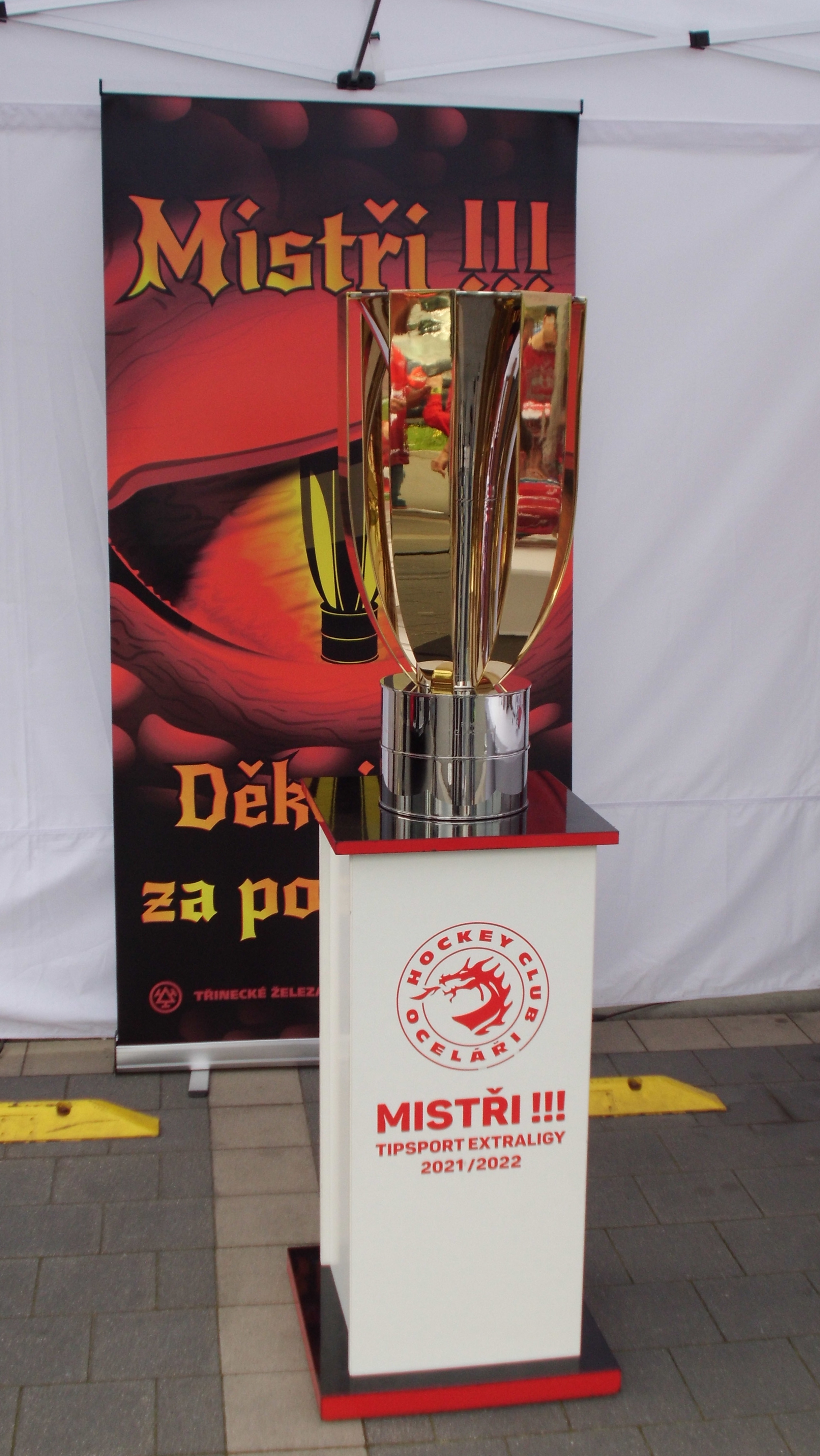
Titul ze sezony 2021/2022

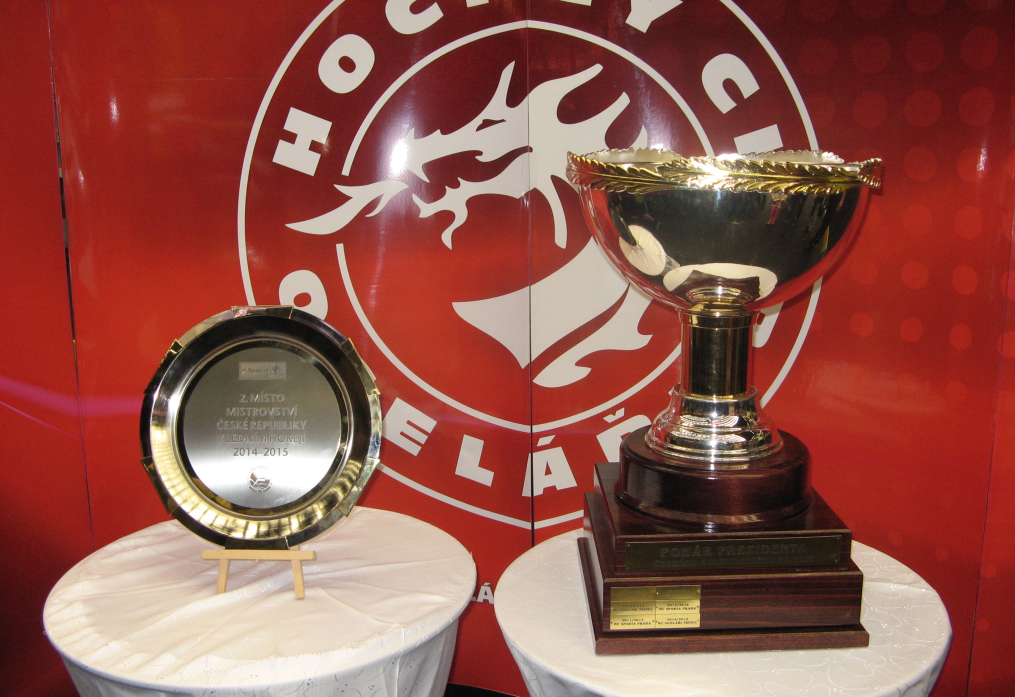
Poháry ze sezony 2014/2015

- Mistr ligy: 2010/11, 2018/19, 2020/21, 2021/2022, 2022/2023, 2023/2024
- Vítěz Steel Cupu: 2014
- Tatranský pohár: 2010 (vítěz), 2023 - (3.místo)
- Vítěz Generali Česká Cupu: 2020
- Vítěz Rona Cupu: 1999, 2000, 2004, 2017
- Vítěz Prezidentského poháru: 2010/2011, 2014/2015
- Účast v Hokejové lize mistrů : 9x
- 3. místo v Hokejové lize mistrů: 2018
- 2. místo ve Spenglerově poháru: 2019

## Zajímavosti
- První extraligovou branku v historii třineckého hokeje vstřelil 8. 9. 1995 v utkání v Pardubicích obránce Ľubomír Sekeráš v 18. minutě první třetiny (Třinec v tomto utkání zvítězil 6 : 2)
- V sezoně 2001/2002 v neděli 28. 10. 2001 v Litvínově vstřelil Richard Král 250. gól v extralize
- V sezoně 2022/2023 se tým stal prvním týmem v historii Extraligy ledního hokeje, kterému se podařilo získat titul mistra republiky z předkola play off.
- V sezoně 2023/2024 se tým stal prvním týmem v historii Extraligy ledního hokeje, kterému se podařilo otočit sérii play-off z nepříznivého stavu 0:3 na zápasy, stalo se tak v semifinále proti HC Sparta Praha.
- 17. 9. 2004 HC Oceláři Třinec – JME Znojemští Orli 4:5 (2:1, 1:2, 1:2) v tomto utkání vstřelil Jan Peterek všechny 4 branky – Tomáš Vokoun – první utkání základní části sezony 2004/2005
- Václav Varaďa 206 výher (162 v základní části + 44 v play off)
- Pavel Marek 175 výher (149 v základní části + 26 v play off)
- Alois Hadamczik 126 výher (113 v základní části + 13 v play off)
- Je 5 hráčů kteří hráli nebo v současnosti hrají za oceláře a získali Stanley Cup
  - Jiří Hudler - vítěz Stanley Cupu v sezóně 2007/2008 s Detroit Red Wings
  - Tomáš Kopecký - vítěz Stanley Cupu v sezóně 2007/2008 s Detroit Red Wings • vítěz Stanley Cupu v sezóně 2009/2010 s Chicago Blackhawks
  - Michal Rozsíval - vítěz Stanley Cupu v sezóně 2012/13 a 2014/15  s Chicago Blackhawks
  - Jakub Jeřábek - vítěz Stanley Cupu v sezóně 2017/18 s Washington Capitals
  - Pavel Francouz - vítěz Stanley Cupu v sezóně 2021/22 Colorado Avalanche

## Branky

### Základní část
- 1 000. branka Třince Zdeněk Skořepa na 1:0 při vítězství 6:1 ve 49. kole ELH 00/01 na Kladně (25. 2. 2001) [7]
- 2 000. branka Třince Ľubomír Sekeráš na 4:2 při vítězství 7:3 ve 36. kole ELH 07/08 s Ústí nad Labem (2. 1. 2008) [8]
- 3 000. branka Třince David Nosek na 3:3 při vítězství 4:3 ve 44. kole ELH 13/14 v Chomutově (31. 1. 2014) [9]
- 4 000. branka Třince Matěj Stránský 3. gól při vítězství 5:2 v 18. kole ELH 20/21 proti Zlínu (15.11.2020) [10]

### Součtu základní části a play-off
- 1 000. branka Třince vstřelil v sezoně 2000/01 obránce Petr Gřegořek (v 15. kole 20.10.2000 proti Znojmu, 3. gól při vítězství 4:1) [11]
- 2 000. branka Třince vstřelil v sezoně 2006/07 obránce Vlastimil Kroupa (v 25. kole 21.11.2006 proti Karlovy Vary, 1. gól při vítězství 5:1) [12]
- 3 000. branka Třince vstřelil v sezoně 2011/12 obránce Lukáš Zíb (3 zápas předkola play off 3.3.2012 proti Zlín, 3. gól při vítězství 6:2) [13]
- 4 000. branka Třince vstřelil v sezoně 2017/18 útočník Erik Hrňa (v 7. kole 23.9.2017 Oceláři vyhráli doma nad Litvínovem 5:1) [14]
- 5 000. branka Třince vstřelil v sezoně 2022/23 útočník Daniel Voženílek (v 10. kole 14.10.2022 Oceláři vyhráli doma nad Plzní 3:2)

## Hráči Třince na mistrovství světa a olympijských hrách v ledním hokeji
| HC Oceláři Třinec na Mistrovství světa v ledním hokeji | |
| Rok                                                    | Jméno |
| MS 2007                                                | Roman Čechmánek (7.místo) |
| MS 2010                                                | Martin Růžička |
| MS 2011                                                | Lukáš Krajíček a Peter Hamerlík za Slovensko (10.místo)                                                                                |
| MS 2012                                                | Peter Hamerlík za Slovensko |
| MS 2014                                                | Martin Růžička (4.místo) |
| MS 2015                                                | Jakub Klepiš (4.místo) a Vladimír Dravecký za Slovensko (9.místo)                                                                      |
| MS 2016                                                | Milan Doudera (5.místo) a Vladimír Dravecký za Slovensko (9.místo)                                                                     |
| MS 2017                                                | Vladimír Dravecký za Slovensko (14.místo)                                                                                              |
| MS 2018                                                | Tomáš Marcinko za Slovensko (9.místo)                                                                                                  |
| MS 2019                                                | Šimon Hrubec, Patrik Bartošák, David Musil (4.místo)                                                                                   |
| MS 2021                                                | David Musil, Matěj Stránský, Michael Špaček (7.místo) a Martin Gernát, Miloš Roman za Slovensko (8.místo)                              |
| MS 2022                                                | Miloš Roman za Slovensko (8.místo) |
| MS 2023                                                | Daniel Voženílek (8.místo), Libor Hudáček za Slovensko (9.místo), Kārlis Čukste za Lotyšsko                                            |
| MS 2024                                                | Daniel Voženílek, Tomáš Kundrátek , Viliam Čacho, Marko Daňo, Libor Hudáček za Slovensko (7.místo) · Kamil Wałęga za Polsko (16.místo) |
| MS 2025                                                | Tomáš Kundrátek (6.místo), Patrik Hrehorčák, Miloš Roman, Patrik Koch za Slovensko (11.místo)                                          |

| HC Oceláři Třinec na olympijských hrách v ledním hokeji |                                                                                               |
| Rok                                                     | Jméno                                                                                         |
| 1998                                                    | Ľubomír Sekeráš, Jozef Daňo za Slovensko (10.místo)                                           |
| 2018                                                    | Martin Růžička (4.místo), Tomáš Marcinko za Slovensko (11.místo)                              |
| 2022                                                    | Tomáš Kundrátek, David Musil (9.místo), Martin Marinčin, Marko Daňo, Miloš Roman za Slovensko |

## Dva a více titulů extraligy za HC Oceláři Třinec
| Počet | Hráč              | Roky                                                                            |
| ----- | ----------------- | ------------------------------------------------------------------------------- |
| 6     | Martin Růžička    | 2010/2011 • 2018/2019 • 2020/2021 • 2021/2022 • 2022/2023 • 2023/2024           |
| 5     | Erik Hrňa         | 2010/2011 • 2018/2019 • 2020/2021 • 2021/2022 • 2022/2023                       |
| 5     | Marian Adámek     | 2018/2019 • 2020/2021 • 2021/2022 • 2022/2023 • 2023/2024                       |
| 5     | Vladimír Dravecký | 2018/2019 • 2020/2021 • 2021/2022 • 2022/2023 • 2023/2024                       |
| 5     | Petr Vrána        | 2018/2019 • 2020/2021 • 2021/2022 • 2022/2023 • 2023/2024                       |
| 4     | Milan Doudera     | 2018/2019 • 2020/2021 • 2021/2022 • 2022/2023                                   |
| 4     | Aron Chmielewski  | 2018/2019 • 2020/2021 • 2021/2022 • 2022/2023                                   |
| 4     | Tomáš Marcinko    | 2018/2019 • 2020/2021 • 2021/2022 • 2022/2023                                   |
| 4     | Miloš Roman       | 2020/2021 • 2021/2022 • 2022/2023 • 2023/2024                                   |
| 4     | Patrik Hrehorčák  | 2020/2021 • 2021/2022 • 2022/2023 • 2023/2024                                   |
| 4     | Ondřej Kacetl     | 2020/2021 • 2021/2022 • 2022/2023 • 2023/2024                                   |
| 4     | Václav Varaďa     | 2010/2011 (hráč) • 2018/2019 (trenér) • 2020/2021 (trenér) • 2021/2022 (trenér) |
| 3     | Marek Mazanec     | 2021/2022 • 2022/2023 • 2023/2024                                               |
| 3     | Martin Marinčin   | 2021/2022 • 2022/2023 • 2023/2024                                               |
| 3     | David Musil       | 2018/2019 • 2020/2021 • 2021/2022                                               |
| 3     | Michal Kovařčík   | 2018/2019 • 2020/2021 • 2021/2022                                               |
| 3     | Ondřej Kovařčík   | 2018/2019 • 2020/2021 • 2021/2022                                               |
| 3     | Tomáš Kundrátek   | 2020/2021 • 2021/2022 • 2023/2024                                               |
| 3     | Jan Zahradníček   | 2020/2021 • 2021/2022 • 2022/2023                                               |
| 3     | Daniel Kurovský   | 2020/2021 • 2022/2023 • 2023/2024                                               |
| 3     | Vladimír Svačina  | 2018/2019 • 2021/2022 • 2022/2023                                               |
| 3     | Andrej Nestrašil  | 2021/2022 • 2022/2023 • 2023/2024                                               |
| 3     | Marko Daňo        | 2021/2022 • 2022/2023 • 2023/2024                                               |
| 2     | Peter Hamerlík    | 2010/2011 • 2018/2019                                                           |
| 2     | Lukáš Krajíček    | 2010/2011 • 2018/2019                                                           |
| 2     | Martin Adamský    | 2010/2011 • 2018/2019                                                           |
| 2     | Jiří Polanský     | 2010/2011 • 2018/2019                                                           |
| 2     | Martin Gernát     | 2018/2019 • 2020/2021                                                           |
| 2     | Vladimír Roth     | 2018/2019 • 2022/2023                                                           |
| 2     | Jakub Jeřábek     | 2022/2023 • 2023/2024                                                           |
| 2     | Adam Smith        | 2022/2023 • 2023/2024                                                           |
| 2     | Daniel Voženílek  | 2022/2023 • 2023/2024                                                           |
| 2     | Libor Hudáček     | 2022/2023 • 2023/2024                                                           |
| 2     | David Cienciala   | 2018/2019 • 2023/2024                                                           |
| 2     | Zdeněk Moták      | 2022/2023 (trenér) • 2023/2024 (trenér)                                         |

## Individuální trofeje
| Počet                                                  | Hráč                                | Roky                                          |
| ------------------------------------------------------ | ----------------------------------- | --------------------------------------------- |
| Vítěz kanadského bodování                              |                                     |                                               |
| 2                                                      | Richard Král                        | 1999/2000 • 2002/2003                         |
| 2                                                      | Martin Růžička                      | 2012/2013 • 2022/2023                         |
| Nejlepší střelec ligy                                  |                                     |                                               |
| 1                                                      | Jan Marek                           | 2002/2003                                     |
| 1                                                      | Martin Růžička                      | 2012/2013                                     |
| 1                                                      | Erik Hrňa                           | 2014/2015                                     |
| 1                                                      | Matěj Stránský                      | 2020/2021                                     |
| 1                                                      | Marko Daňo                          | 2022/2023                                     |
| Nejlepší nahrávač                                      |                                     |                                               |
| 3                                                      | Martin Růžička                      | 2012/2013 • 2020/2021 • 2023/2024             |
| 2                                                      | Richard Král                        | 1999/2000 • 2002/2003                         |
| 1                                                      | Jan Peterek                         | 2007/2008                                     |
| Nejlepší brankář                                       |                                     |                                               |
| 1                                                      | Martin Vojtek                       | 2007/2008                                     |
| 1                                                      | Ondřej Kacetl                       | 2021/2022                                     |
| Nejlepší nováček                                       |                                     |                                               |
| 1                                                      | Václav Pletka                       | 1998/1999                                     |
| 1                                                      | Rostislav Martynek                  | 2002/2003                                     |
| 1                                                      | Ondřej Kovařčík                     | 2017/2018                                     |
| Nejproduktivnější obránce                              |                                     |                                               |
| 1                                                      | Ľubomír Sekeráš                     | 1997/1998                                     |
| 1                                                      | Libor Procházka                     | 1998/1999                                     |
| 1                                                      | Josef Hrabal                        | 2012/2013                                     |
| 1                                                      | Vladimír Roth                       | 2013/2014                                     |
| 1                                                      | Martin Gernát                       | 2020/2021                                     |
| Nejlepší obránce                                       |                                     |                                               |
| 1                                                      | Lukáš Krajíček                      | 2010/2011                                     |
| 1                                                      | Martin Gernát                       | 2020/2021                                     |
| Hokejista sezóny                                       |                                     |                                               |
| 1                                                      | Martin Růžička                      | 2010/2011                                     |
| 1                                                      | Matěj Stránský                      | 2020/2021                                     |
| Nejlepší hráč play off                                 |                                     |                                               |
| 1                                                      | Martin Růžička                      | 2010/2011                                     |
| 1                                                      | Šimon Hrubec                        | 2018/2019                                     |
| 1                                                      | Petr Vrána                          | 2020/2021                                     |
| 1                                                      | Tomáš Kundrátek                     | 2021/2022                                     |
| 1                                                      | Daniel Voženílek                    | 2022/2023                                     |
| Nejproduktivnější hráč Tipsport ELH (play off)         |                                     |                                               |
| 1                                                      | Richard Král                        | 1997/1998                                     |
| 1                                                      | David Cienciala                     | 2017/2018                                     |
| 3                                                      | Martin Růžička                      | 2010/2011 • 2018/2019 • 2022/2023             |
| Nejlepší střelec (ELH) (play off)                      |                                     |                                               |
| 4                                                      | Martin Růžička                      | 2010/2011 • 2018/2019 • 2020/2021 • 2022/2023 |
| Nejlepší nahrávači extraligy ledního hokeje (play off) |                                     |                                               |
| 1                                                      | Richard Král                        | 1997/1998                                     |
| 1                                                      | Lukáš Krajíček                      | 2017/2018                                     |
| 1                                                      | Martin Růžička                      | 2018/2019                                     |
| 1                                                      | Michael Špaček                      | 2020/2021                                     |
| 1                                                      | Andrej Nestrašil a Daniel Voženílek | 2022/2023                                     |
| Nejlepší trenér                                        |                                     |                                               |
| 3                                                      | Václav Varaďa                       | 2018/2019 • 2020/2021 • 2021/2022             |
| 1                                                      | Zdeněk Moták                        | 2022/2023                                     |

## Statistiky

### Jubilejní zápasy HC Oceláři Třinec v extralize
| Zápas       | Datum      | Ročník                                | Soupeř / výsledek         |
| ----------- | ---------- | ------------------------------------- | ------------------------- |
| 1. zápas    | 8.9.1995   | 1995 / 1996 1. kolo                   | Pardubice – Třinec 2:6    |
| 100. zápas  | 2.9.1997   | 1997 / 1998 1. kolo                   | Pardubice – Třinec 1:5    |
| 200. zápas  | 19.1.1999  | 1998 / 1999 36. kolo                  | Pardubice – Třinec 1:1    |
| 300. zápas  | 27.10.2000 | 2000 / 2001 17. kolo                  | Havířov – Třinec 4:2      |
| 400. zápas  | 5.10.2002  | 2002 / 2003 9. kolo                   | Třinec – Vítkovice 3:1    |
| 500. zápas  | 30.1.2004  | 2003 / 2004 44. kolo                  | Třinec – Sparta 1:4       |
| 600. zápas  | 11.12.2005 | 2005 / 2006 33. kolo                  | Znojmo – Třinec 2:1       |
| 700. zápas  | 23.10.2007 | 2007 / 2008 15. kolo                  | Třinec – Karlovy Vary 4:1 |
| 800. zápas  | 25.2.2009  | 2008 / 2009 3.zápas předkola play-off | Třinec – Plzeň 3:0        |
| 900. zápas  | 16.1.2011  | 2010 / 2011 41. kolo                  | Pardubice – Třinec 3:2 SN |
| 1000. zápas | 21.10.2012 | 2012 / 2013 14. kolo                  | Pardubice – Třinec 5:4    |
| 1100. zápas | 28.2.2014  | 2013 / 2014 49. kolo                  | Slávie – Třinec 2:3       |
| 1200. zápas | 1.11.2015  | 2015 / 2016 16. kolo                  | Zlín – Třinec 0:3         |
| 1300. zápas | 8.9.2017   | 2017 / 2018 1. kolo                   | Brno – Třinec 5:4 SN      |
| 1400. zápas | 6.1.2019   | 2018 / 2019 33. kolo                  | Třinec – Litvínov 4:1     |
| 1500. zápas | 22.11.2020 | 2020 / 2021 20. kolo                  | Pardubice – Třinec 7:6 PP |

- 25.3.2011 – třetí semifinálové utkání se HC Slavia Praha – HC Oceláři Třinec 4 : 3 PP bylo 100. utkání v play-off

### Bilance základní část včetně play off
- Aktualizace po základní části sezóny 2024/2025
- Tučně = kluby v sezóně 2024/2025

| Klub             | Výhra | Remíza | Prohra | Počet zápasu |
| ---------------- | ----- | ------ | ------ | ------------ |
| Sparta Praha     | 80    | 3      | 80     | 163          |
| Pardubice        | 82    | 3      | 76     | 161          |
| Zlín             | 67    | 1      | 75     | 142          |
| Vítkovice        | 79    | 6      | 57     | 142          |
| Plzeň            | 72    | 2      | 67     | 141          |
| Litvínov         | 82    | 8      | 52     | 138          |
| Karlovy Vary     | 77    | 6      | 28     | 111          |
| Liberec          | 55    | 2      | 53     | 110          |
| Slavia Praha     | 49    | 4      | 48     | 101          |
| České Budějovice | 37    | 5      | 53     | 95           |
| Kladno           | 53    | 3      | 34     | 90           |
| Mladá Boleslav   | 44    | 0      | 32     | 76           |
| Brno             | 40    | 0      | 35     | 75           |
| Hradec Králové   | 33    | 0      | 27     | 60           |
| Vsetín           | 24    | 5      | 22     | 51           |
| Olomouc          | 28    | 1      | 21     | 50           |
| Znojmo           | 20    | 3      | 20     | 43           |
| Chomutov         | 20    | 0      | 10     | 30           |
| Jihlava          | 12    | 7      | 5      | 24           |
| Havířov          | 9     | 3      | 4      | 16           |
| Opava            | 7     | 2      | 3      | 12           |
| Ústí nad Labem   | 3     | 0      | 1      | 4            |

### Bilance Play off
- Aktualizace po sezóně 2024/2025
- Tučně = kluby v sezóně 2024/2025

| Klub             | V  | P  | VS | PS | PZ |
| ---------------- | -- | -- | -- | -- | -- |
| Sparta Praha     | 23 | 20 | 5  | 2  | 43 |
| Pardubice        | 20 | 21 | 4  | 3  | 41 |
| Zlín             | 13 | 24 | 0  | 7  | 37 |
| Vítkovice        | 19 | 5  | 5  | 0  | 24 |
| Plzeň            | 10 | 11 | 2  | 2  | 21 |
| Slavia Praha     | 8  | 13 | 2  | 2  | 21 |
| Litvínov         | 13 | 7  | 3  | 1  | 20 |
| Liberec          | 11 | 7  | 2  | 1  | 18 |
| Mladá Boleslav   | 12 | 4  | 3  | 0  | 16 |
| Hradec Králové   | 8  | 4  | 2  | 0  | 12 |
| Brno             | 5  | 4  | 1  | 1  | 9  |
| České Budějovice | 4  | 3  | 1  | 0  | 7  |
| Chomutov         | 2  | 4  | 0  | 1  | 6  |
| Karlovy Vary     | 3  | 0  | 1  | 0  | 3  |
| Vsetín           | 0  | 3  | 0  | 1  | 3  |
| Znojmo           | 3  | 0  | 1  | 0  | 3  |
| Kladno           | Ne | Ne | Ne | Ne | Ne |
| Olomouc          | Ne | Ne | Ne | Ne | Ne |
| Jihlava          | Ne | Ne | Ne | Ne | Ne |
| Havířov          | Ne | Ne | Ne | Ne | Ne |
| Opava            | Ne | Ne | Ne | Ne | Ne |
| Ústí nad Labem   | Ne | Ne | Ne | Ne | Ne |

### Hráči, kteří nastoupili za Oceláře a hráli nebo hrají v NHL
Tučně = současní hráči HC Oceláři Třinec

#### Brankáři
- Roman Čechmánek - Philadelphia Flyers • Los Angeles Kings
- Marek Schwarz - St. Louis Blues
- Pavel Francouz - Colorado Avalanche
- Marek Mazanec - Nashville Predators
- Josef Kořenář - San Jose Sharks • Arizona Coyotes

#### Obránci
- Michal Rozsíval - Pittsburgh Penguins • New York Rangers • Phoenix Coyotes • Chicago Blackhawks
- Branislav Mezei - New York Islanders • Florida Panthers
- Ľubomír Sekeráš - Minnesota Wild • Dallas Stars
- Tomáš Malec - Carolina Hurricanes • Ottawa Senators
- Vlastimil Kroupa - San Jose Sharks • New Jersey Devils
- Miloš Holaň - Philadelphia Flyers • Anaheim Ducks
- Tomáš Klouček - New York Rangers • Nashville Predators • Atlanta Thrashers
- Petr Svoboda - Toronto Maple Leafs
- Miloslav Gureň - Montreal Canadiens
- Martin Lojek - Florida Panthers
- Rob Davison - San Jose Sharks • New York Islanders • Vancouver Canucks • New Jersey Devils
- Rostislav Klesla - Columbus Blue Jackets • Phoenix Coyotes • Buffalo Sabres
- Lukáš Krajíček - Florida Panthers • Vancouver Canucks • Tampa Bay Lightning • Philadelphia Flyers
- David Musil - Edmonton Oilers
- Tomáš Kundrátek - Washington Capitals
- Martin Marinčin - Edmonton Oilers • Toronto Maple Leafs
- Jakub Jeřábek - Montreal Canadiens • Washington Capitals • St. Louis Blues
- Patrik Koch - Arizona Coyotes

#### Útočníci
- Radek Bonk - Ottawa Senators • Montreal Canadiens • Nashville Predators
- Filip Zadina - Detroit Red Wings
- Václav Varaďa - Buffalo Sabres • Ottawa Senators
- Tomáš Kůrka - Carolina Hurricanes
- Ladislav Kohn - Calgary Flames • Toronto Maple Leafs • Anaheim Ducks • Detroit Red Wings • Atlanta Thrashers
- Martin Havlát - Ottawa Senators • Chicago Blackhawks • Minnesota Wild • San Jose Sharks • New Jersey Devils • St. Louis Blues
- Miroslav Zálešák - San Jose Sharks
- Václav Pletka - Philadelphia Flyers
- Vladimír Vůjtek - Montreal Canadiens • Edmonton Oilers • Tampa Bay Lightning • Atlanta Thrashers • Pittsburgh Penguins
- Jozef Balej - Montreal Canadiens • New York Rangers • Vancouver Canucks
- Vojtěch Polák - Dallas Stars
- Petr Kanko - Los Angeles Kings
- David Moravec - Buffalo Sabres
- Róbert Döme - Pittsburgh Penguins • Calgary Flames
- Jaroslav Svoboda - Carolina Hurricanes • Dallas Stars
- Pavel Brendl - Philadelphia Flyers • Carolina Hurricanes • Phoenix Coyotes
- Jiří Hudler - Detroit Red Wings • Calgary Flames • Florida Panthers
- Kamil Kreps - Florida Panthers
- Tomáš Plíhal - San Jose Sharks
- Tomáš Kopecký - Detroit Red Wings • Chicago Blackhawks • Florida Panthers
- Radek Faksa - Dallas Stars • St. Louis Blues – nadále aktivní v NHL
- Wojtek Wolski - Colorado Avalanche • Phoenix Coyotes • New York Rangers • Florida Panthers • Washington Capitals
- Petr Míka - New York Islanders
- Richard Pánik - Tampa Bay Lightning • Toronto Maple Leafs • Chicago Blackhawks • Arizona Coyotes • Washington Capitals • Detroit Red Wings • New York Islanders
- Adam Raška - San Jose Sharks • Minnesota Wild
- Petr Vrána - New Jersey Devils
- Andrej Nestrašil - Detroit Red Wings • Carolina Hurricanes
- Marko Daňo - Columbus Blue Jackets • Chicago Blackhawks • Winnipeg Jets • Colorado Avalanche

## Nejlepší hráči podle sezon

### Základní část
| 1995/1996 |
| 1996/1997 |
| 1997/1998 |
| 1998/1999 |
| 1999/2000 |
| 2000/2001 |
| 2001/2002 |
| 2002/2003 |
| 2003/2004 |
| 2004/2005 |
| 2005/2006 |
| 2006/2007 |
| 2007/2008 |
| 2008/2009 |
| 2009/2010 |
| 2010/2011 |
| 2011/2012 |
| 2012/2013 |
| 2013/2014 |
| 2014/2015 |
| 2015/2016 |
| 2016/2017 |
| 2017/2018 |
| 2018/2019 |
| 2019/2020 |
| 2020/2021 |
| 2021/2022 |
| 2022/2023 |
| 2023/2024 |
| 2024/2025 |

| Richard Král              | 21 |
| Richard Král              | 24 |
| Roman Kaděra              | 24 |
| Viktor Ujčík a Jozef Daňo | 20 |
| Václav Pletka             | 28 |
| Branislav Jánoš a Janků   | 22 |
| Richard Král              | 24 |
| Jan Marek                 | 32 |
| Marek Melenovský          | 23 |
| Zdeněk Skořepa            | 16 |
| Jaroslav Kudrna           | 22 |
| Jan Peterek               | 16 |
| Róbert Tomík              | 23 |
| David Květoň              | 22 |
| Martin Růžička            | 23 |
| Martin Růžička            | 24 |
| David Květoň              | 14 |
| Martin Růžička            | 40 |
| Martin Růžička            | 26 |
| Erik Hrňa                 | 26 |
| Vladimír Dravecký         | 15 |
| Jakub Petružálek          | 16 |
| Martin Růžička            | 29 |
| Martin Růžička            | 19 |
| Matěj Stránský            | 35 |
| Matěj Stránský            | 33 |
| Martin Růžička            | 21 |
| Marko Daňo                | 29 |
| Martin Růžička            | 23 |
| Marko Daňo                | 19 |

| Richard Král                   | 29 |
| Richard Král                   | 34 |
| Roman Kaděra                   | 38 |
| Richard Král                   | 41 |
| Richard Král                   | 53 |
| Richard Král                   | 32 |
| Jan Marek                      | 27 |
| Richard Král                   | 45 |
| Zdeněk Pavelek                 | 30 |
| Richard Král                   | 16 |
| Jan Peterek                    | 29 |
| Jan Peterek                    | 17 |
| Jan Peterek                    | 31 |
| Jan Peterek                    | 36 |
| Ladislav Kohn                  | 33 |
| Martin Růžička                 | 26 |
| Lukáš Zíb                      | 22 |
| Martin Růžička                 | 43 |
| Martin Růžička a Jiří Polanský | 29 |
| Jiří Polanský                  | 25 |
| Jiří Polanský                  | 19 |
| Jakub Petružálek               | 20 |
| Martin Růžička                 | 25 |
| Martin Růžička                 | 25 |
| Martin Gernát                  | 28 |
| Martin Růžička                 | 44 |
| Martin Růžička                 | 27 |
| Andrej Nestrašil               | 36 |
| Martin Růžička                 | 39 |
| Andrej Nestrašil               | 21 |

| Richard Král                  | 50 |
| Richard Král                  | 59 |
| Roman Kaděra                  | 62 |
| Richard Král                  | 56 |
| Richard Král                  | 77 |
| Richard Král                  | 49 |
| Richard Král                  | 48 |
| Richard Král                  | 67 |
| Marek Melenovský              | 43 |
| Richard Král                  | 27 |
| Jaroslav Kudrna a Jan Peterek | 44 |
| Jan Peterek                   | 33 |
| Jan Peterek                   | 39 |
| Jan Peterek a Jiří Polanský   | 50 |
| Ladislav Kohn                 | 54 |
| Martin Růžička                | 50 |
| David Květoň                  | 29 |
| Martin Růžička                | 83 |
| Martin Růžička                | 55 |
| Erik Hrňa                     | 47 |
| Jiří Polanský                 | 33 |
| Jakub Petružálek              | 36 |
| Martin Růžička                | 54 |
| Martin Růžička                | 44 |
| Matěj Stránský                | 45 |
| Martin Růžička                | 63 |
| Martin Růžička                | 48 |
| Martin Růžička                | 52 |
| Martin Růžička                | 62 |
| Libor Hudáček                 | 30 |

| Roman Kaděra     | 84  |
| Josef Štraub     | 114 |
| Roman Kaděra     | 84  |
| Jiří Kuntoš      | 118 |
| Petr Gřegořek    | 95  |
| Richard Král     | 83  |
| Richard Král     | 133 |
| Boris Žabka      | 104 |
| Boris Žabka      | 116 |
| Peter Podhradský | 83  |
| Jaroslav Kudrna  | 108 |
| Tomáš Frolo      | 116 |
| Juraj Štefanka   | 96  |
| Tomáš Malec      | 121 |
| Ladislav Kohn    | 148 |
| Lukáš Zíb        | 99  |
| Lukáš Zíb        | 98  |
| Lukáš Zíb        | 80  |
| Jiří Polanský    | 48  |
| Tomáš Linhart    | 62  |
| Daniel Rákos     | 54  |
| Bohumil Jank     | 46  |
| Tomáš Marcinko   | 80  |
| Tomáš Marcinko   | 87  |
| Tomáš Marcinko   | 62  |
| Tomáš Marcinko   | 70  |
| Marko Daňo       | 48  |
| Daniel Voženílek | 54  |
| Daniel Voženílek | 65  |
| Marko Daňo       | 65  |

### Přehled ligové účasti
Stručný přehled
Zdroj:
- 1968–1969: Severomoravský krajský přebor (3. ligová úroveň v Československu)
- 1969–1973: 1. ČNHL – sk. B (2. ligová úroveň v Československu)
- 1973–1977: 2. ČNHL – sk. C (3. ligová úroveň v Československu)
- 1977–1979: 2. ČNHL – sk. D (3. ligová úroveň v Československu)
- 1979–1980: 1. ČNHL – sk. B (2. ligová úroveň v Československu)
- 1980–1981: Severomoravský krajský přebor (3. ligová úroveň v Československu)
- 1981–1983: 1. ČNHL – sk. B (2. ligová úroveň v Československu)
- 1983–1986: 2. ČNHL – sk. C (3. ligová úroveň v Československu)
- 1986–1993: 1. ČNHL (2. ligová úroveň v Československu)
- 1993–1995: 1. liga (2. ligová úroveň v České republice)
- 1995– : Extraliga (1. ligová úroveň v České republice)

Jednotlivé ročníky
Zdroj:
Legenda: červené podbarvení – sestup, zelené podbarvení – postup, fialové podbarvení – reorganizace, změna skupiny či soutěže
| Československo (1968 – 1993) |                 |        |    |     |                                                                   |          |               |
| Ročník                       | Soutěž          | Úroveň | PK | ZČ  | Play-off                                                          | Cel. um. | Pozn.         |
| 1968/1969                    | Krajský přebor  | 3.     | ?  | 1.  |                                                                   | 1.       | Postup        |
| 1969/1970                    | 1. ČNHL – sk. B | 2.     | 14 | 10. |                                                                   | 10.      |               |
| 1970/1971                    | 1. ČNHL – sk. B | 2.     | 14 | 10. |                                                                   | 10.      |               |
| 1971/1972                    | 1. ČNHL – sk. B | 2.     | 14 | 8.  |                                                                   | 8.       | sk. o udr.    |
| 1972/1973                    | 1. ČNHL – sk. B | 2.     | 14 | 10. |                                                                   | 10.      | Reorganizace  |
| 1973/1974                    | 2. ČNHL – sk. C | 3.     | 8  | 2.  |                                                                   | 2.       |               |
| 1974/1975                    | 2. ČNHL – sk. C | 3.     | 8  | 4.  |                                                                   | 4.       |               |
| 1975/1976                    | 2. ČNHL – sk. C | 3.     | 8  | 1.  |                                                                   | 1.       | Finále        |
| 1976/1977                    | 2. ČNHL – sk. C | 3.     | 8  | 4.  |                                                                   | 4.       | Změna skupiny |
| 1977/1978                    | 2. ČNHL – sk. D | 3.     | 10 | 1.  |                                                                   | 1.       | Finále        |
| 1978/1979                    | 2. ČNHL – sk. D | 3.     | 10 | 3.  |                                                                   | 3.       | Reorganizace  |
| 1979/1980                    | 1. ČNHL – sk. B | 2.     | 12 | 12. |                                                                   | 12.      | Sestup        |
| 1980/1981                    | Krajský přebor  | 3.     | 10 | 1.  |                                                                   | 1.       | Postup        |
| 1981/1982                    | 1. ČNHL – sk. B | 2.     | 12 | 6.  |                                                                   | 8.       | sk. o udr.    |
| 1982/1983                    | 1. ČNHL – sk. B | 2.     | 12 | 9.  |                                                                   | 9.       | sk. o udr.    |
| 1983/1984                    | 2. ČNHL – sk. C | 3.     | 8  | 1.  |                                                                   | 1.       | Finále        |
| 1984/1985                    | 2. ČNHL – sk. C | 3.     | 8  | 2.  |                                                                   | 2.       |               |
| 1985/1986                    | 2. ČNHL – sk. C | 3.     | 8  | 1.  |                                                                   | 1.       | Finále        |
| 1986/1987                    | 1. ČNHL         | 2.     | 12 | 6.  | Čtvrtfinále (prohra 1:2 na zápasy s TJ Lokomotiva Ingstav Brno)   | 6.       |               |
| 1987/1988                    | 1. ČNHL         | 2.     | 12 | 10. |                                                                   | 9.       | sk. o udr.    |
| 1988/1989                    | 1. ČNHL         | 2.     | 12 | 4.  | O 3. místo (prohra 1:2 na zápasy s TJ Šumavan Vimperk)            | 4.       |               |
| 1989/1990                    | 1. ČNHL         | 2.     | 12 | 2.  | Čtvrtfinále (prohra 0:2 na zápasy s VTJ Písek)                    | 5.       |               |
| 1990/1991                    | 1. ČNHL         | 2.     | 12 | 4.  |                                                                   | 4.       | Finále        |
| 1991/1992                    | 1. ČNHL         | 2.     | 14 | 6.  |                                                                   | 3.       | Finále        |
| 1992/1993                    | 1. ČNHL         | 2.     | 14 | 1.  | Semifinále (prohra 2:3 na zápasy s HC Stadion Hradec Králové)     | 3.       |               |
| Česko (1993 –)               |                 |        |    |     |                                                                   |          |               |
| Ročník                       | Soutěž          | Úroveň | PK | ZČ  | Play-off                                                          | Cel. um. | Pozn.         |
| 1993/1994                    | 1. liga         | 2.     | 14 | 6.  | Čtvrtfinále (prohra 0:3 na zápasy s HC Kometa Brno)               | 6.       |               |
| 1994/1995                    | 1. liga         | 2.     | 14 | 2.  | Semifinále (výhra 3:0 na zápasy nad KLH Vajgar Jindřichův Hradec) | 2.       | Postup        |
| 1995/1996                    | Extraliga       | 1.     | 14 | 12. | Předkolo (prohra 0:3 na zápasy s AC ZPS Zlín)                     | 12.      | [ 20 ]        |
| 1996/1997                    | Extraliga       | 1.     | 14 | 4.  | Čtvrtfinále (prohra 1:3 na zápasy s HC IPB Pojišťovna Pardubice)  | 5.       | [ 21 ]        |
| 1997/1998                    | Extraliga       | 1.     | 14 | 3.  | Finále (prohra 0:3 na zápasy s HC Petra Vsetín)                   | 2.       | [ 22 ]        |
| 1998/1999                    | Extraliga       | 1.     | 14 | 3.  | Semifinále (prohra 2:3 na zápasy s HC ZPS Barum Zlín)             | 3.       | [ 23 ]        |
| 1999/2000                    | Extraliga       | 1.     | 14 | 4.  | Čtvrtfinále (prohra 1:3 na zápasy s HC Keramika Plzeň)            | 6.       | [ 24 ]        |
| 2000/2001                    | Extraliga       | 1.     | 14 | 9.  | Ne                                                                | 9.       | [ 25 ]        |
| 2001/2002                    | Extraliga       | 1.     | 14 | 8.  | Čtvrtfinále (prohra 2:4 na zápasy s HC Sparta Praha)              | 8.       | [ 26 ]        |
| 2002/2003                    | Extraliga       | 1.     | 14 | 4.  | Semifinále (prohra 2:4 na zápasy s HC IPB Pojišťovna Pardubice)   | 4.       | [ 27 ]        |
| 2003/2004                    | Extraliga       | 1.     | 14 | 7.  | Čtvrtfinále (prohra 3:4 na zápasy s HC Hamé Zlín)                 | 8.       | [ 28 ]        |
| 2004/2005                    | Extraliga       | 1.     | 14 | 13. | Ne                                                                | 13.      | [ 29 ]        |
| 2005/2006                    | Extraliga       | 1.     | 14 | 7.  | Čtvrtfinále (prohra 0:4 na zápasy s HC Slavia Praha)              | 8.       | [ 30 ]        |
| 2006/2007                    | Extraliga       | 1.     | 14 | 10. | Čtvrtfinále (prohra 3:4 na zápasy s Bílí Tygři Liberec)           | 8.       | [ 31 ]        |
| 2007/2008                    | Extraliga       | 1.     | 14 | 7.  | Čtvrtfinále (prohra 1:4 na zápasy s HC Slavia Praha)              | 7.       | [ 32 ]        |
| 2008/2009                    | Extraliga       | 1.     | 14 | 10. | Předkolo (prohra 2:3 na zápasy s HC Lasselsberger Plzeň)          | 10.      | [ 33 ]        |
| 2009/2010                    | Extraliga       | 1.     | 14 | 6.  | Čtvrtfinále (prohra 1:4 na zápasy s HC Eaton Pardubice)           | 7.       | [ 34 ]        |
| 2010/2011                    | Extraliga       | 1.     | 14 | 1.  | Finále (výhra 4:1 na zápasy nad HC Vítkovice Steel)               | 1.       | [ 35 ]        |
| 2011/2012                    | Extraliga       | 1.     | 14 | 10. | Předkolo (prohra 2:3 na zápasy s PSG Zlín)                        | 10.      | [ 36 ]        |
| 2012/2013                    | Extraliga       | 1.     | 14 | 4.  | Semifinále (prohra 2:4 na zápasy s PSG Zlín)                      | 4.       | [ 37 ]        |
| 2013/2014                    | Extraliga       | 1.     | 14 | 2.  | Semifinále (prohra 2:4 na zápasy s PSG Zlín)                      | 4.       | [ 38 ]        |
| 2014/2015                    | Extraliga       | 1.     | 14 | 1.  | Finále (prohra 3:4 na zápasy s HC Verva Litvínov)                 | 2.       | [ 39 ]        |
| 2015/2016                    | Extraliga       | 1.     | 14 | 10. | Předkolo (prohra 2:3 na zápasy s PSG Zlín)                        | 10.      | [ 40 ]        |
| 2016/2017                    | Extraliga       | 1.     | 14 | 2.  | Čtvrtfinále (prohra 2:4 na zápasy s Piráti Chomutov)              | 5.       | [ 41 ]        |
| 2017/2018                    | Extraliga       | 1.     | 14 | 3.  | Finále (prohra 1:4 na zápasy s HC Kometa Brno)                    | 2.       | [ 42 ]        |
| 2018/2019                    | Extraliga       | 1.     | 14 | 2.  | Finále (výhra 4:2 na zápasy nad Bílí Tygři Liberec)               | 1.       | [ 43 ]        |
| 2019/2020                    | Extraliga       | 1.     | 14 | 2.  | play-off zrušeno kvůli pandemii covidu-19                         |          |               |
| 2020/2021                    | Extraliga       | 1.     | 14 | 2.  | Finále (výhra 4:1 na zápasy nad HC Bílí Tygři Liberec)            | 1.       | [ 44 ]        |
| 2021/2022                    | Extraliga       | 1.     | 15 | 2.  | Finále (výhra 4:2 na zápasy nad HC Sparta Praha)                  | 1.       | [ 44 ]        |
| 2022/2023                    | Extraliga       | 1.     | 14 | 6.  | Finále (výhra 4:2 na zápasy nad Mountfield HK)                    | 1.       |               |
| 2023/2024                    | Extraliga       | 1.     | 14 | 3.  | Finále (výhra 4:3 na zápasy nad HC Dynamo Pardubice)              | 1.       |               |
| 2024/2025                    | Extraliga       | 1.     | 14 | 10. | Čtvrtfinále (prohra 1:4 na zápasy s HC Sparta Praha)              | 8.       |               |
| 2025/2026                    | Extraliga       | 1.     | 14 |     |                                                                   |          |               |

### Přehled kapitánů a trenérů v jednotlivých sezónách
| Sezóna    | Soutěž    | Kapitán                        | Trenéři | Soupiska |
| --------- | --------- | ------------------------------ | --- | -------- |
| 1986/1987 | 1. ČNHL   |                                | Alois Hadamczik |          |
| 1987/1988 | 1. ČNHL   |                                | Alois Hadamczik |          |
| 1988/1989 | 1. ČNHL   |                                | Alois Hadamczik |          |
| 1989/1990 | 1. ČNHL   |                                | Alois Hadamczik |          |
| 1990/1991 | 1. ČNHL   |                                | Alois Hadamczik |          |
| 1991/1992 | 1. ČNHL   |                                | Jiří Valko |          |
| 1992/1993 | 1. ČNHL   |                                | Břetislav Kopřiva |          |
| 1993/1994 | 1. liga   |                                | Břetislav Kopřiva |          |
| 1994/1995 | 1. liga   |                                | Břetislav Kopřiva, Alois Hadamczik |          |
| 1995/1996 | Extraliga | Petr Pavlas                    | Alois Hadamczik, Karel Suchánek, Aleš Mach                                                                                                 | Zde      |
| 1996/1997 | Extraliga | Josef Štraub                   | Alois Hadamczik, Aleš Mach | Zde      |
| 1997/1998 | Extraliga | Ladislav Lubina                | Alois Hadamczik, Kamil Konečný | Zde      |
| 1998/1999 | Extraliga | Ladislav Lubina                | Alois Hadamczik, Jaroslav Jágr, Kamil Konečný                                                                                              | Zde      |
| 1999/2000 | Extraliga | Richard Král                   | Alois Hadamczik, Kamil Konečný | Zde      |
| 2000/2001 | Extraliga | Richard Král                   | Vladimír Vůjtek st., Aleš Mach | Zde      |
| 2001/2002 | Extraliga | Richard Král                   | Antonín Stavjaňa, Aleš Mach | Zde      |
| 2002/2003 | Extraliga | Richard Král                   | Pavel Marek, Aleš Mach | Zde      |
| 2003/2004 | Extraliga | Richard Král                   | Pavel Marek, Aleš Mach | Zde      |
| 2004/2005 | Extraliga | Jan Peterek                    | Pavel Marek, Aleš Mach – Ľubomír Pokovič, Aleš Mach                                                                                        | Zde      |
| 2005/2006 | Extraliga | Jan Peterek                    | Jan Neliba, Aleš Mach – Jiří Juřík, Jan Daneček                                                                                            | Zde      |
| 2006/2007 | Extraliga | Jan Peterek                    | Jiří Juřík, Jan Daneček, Aleš Mach | Zde      |
| 2007/2008 | Extraliga | Jan Peterek                    | Pavel Marek, Jiří Juřík, Aleš Mach – Břetislav Kopřiva                                                                                     | Zde      |
| 2008/2009 | Extraliga | Jan Peterek                    | Antonín Stavjaňa, Jiří Juřík, Aleš Mach – Pavel Marek, Břetislav Kopřiva                                                                   | Zde      |
| 2009/2010 | Extraliga | Jan Peterek                    | Pavel Marek, Břetislav Kopřiva | Zde      |
| 2010/2011 | Extraliga | Radek Bonk                     | Pavel Marek, Břetislav Kopřiva | Zde      |
| 2011/2012 | Extraliga | Radek Bonk                     | Pavel Marek, Břetislav Kopřiva – Jan Tlačil, Pavel Janků                                                                                   | Zde      |
| 2012/2013 | Extraliga | Radek Bonk                     | Josef Turek, Pavel Janků, Jaroslav Kameš                                                                                                   | Zde      |
| 2013/2014 | Extraliga | Radek Bonk                     | Jiří Kalous, Pavel Marek, Václav Varaďa, Jaroslav Kameš                                                                                    | Zde      |
| 2014/2015 | Extraliga | Rostislav Klesla               | Jiří Kalous, Václav Varaďa, Jaroslav Kameš                                                                                                 | Zde      |
| 2015/2016 | Extraliga | Rostislav Klesla               | Jiří Kalous, Václav Varaďa, Jaroslav Kameš později René Mucha, Marek Malík, Jaroslav Kameš později Jiří Dopita, René Mucha, Jaroslav Kameš | Zde      |
| 2016/2017 | Extraliga | Zbyněk Irgl                    | Vladimír Kýhos, Břetislav Kopřiva, René Mucha, Jaroslav Kameš                                                                              | Zde      |
| 2017/2018 | Extraliga | Lukáš Krajíček                 | Václav Varaďa, Marek Zadina, Jaroslav Kameš                                                                                                | Zde      |
| 2018/2019 | Extraliga | Lukáš Krajíček, Martin Adamský | Václav Varaďa, Marek Zadina, Jiří Raszka, Jaroslav Kameš                                                                                   | Zde      |
| 2019/2020 | Extraliga | Lukáš Krajíček, Martin Adamský | Václav Varaďa, Marek Zadina, Jiří Raszka, Jaroslav Kameš                                                                                   | Zde      |
| 2020/2021 | Extraliga | Petr Vrána                     | Václav Varaďa, Marek Zadina, Jaroslav Kameš                                                                                                | Zde      |
| 2021/2022 | Extraliga | Petr Vrána                     | Václav Varaďa, Marek Zadina, Aleš Krátoška, Jaroslav Kameš                                                                                 | Zde      |
| 2022/2023 | Extraliga | Petr Vrána                     | Zdeněk Moták, Vladimír Országh, Jaroslav Kameš                                                                                             | Zde      |
| 2023/2024 | Extraliga | Petr Vrána                     | Zdeněk Moták, Vladimír Országh, Jaroslav Kameš                                                                                             | Zde      |
| 2024/2025 | Extraliga | Petr Vrána                     | Zdeněk Moták, Marek Malík (odvolán), Jiří Raszka, Jaroslav Kameš od února 2025 Boris Žabka                                                 | Zde      |
| 2025/2026 | Extraliga |                                | | Zde      |

### Statistiky v jednotlivých ročnících
| Základní část | Základní část | Základní část | Základní část | Play off | Play off | Play off | Play off |
| Ročník        | Útočníci      | Obránci       | Brankáři      | Útočníci | Obránci  | Brankáři |          |
| ------------- | ------------- | ------------- | ------------- | -------- | -------- | -------- | -------- |
| 1995/1996     | Zde           | Zde           | Zde           | Zde      | Zde      | Zde      |          |
| 1996/1997     | Zde           | Zde           | Zde           | Zde      | Zde      | Zde      |          |
| 1997/1998     | Zde           | Zde           | Zde           | Zde      | Zde      | Zde      |          |
| 1998/1999     | Zde           | Zde           | Zde           | Zde      | Zde      | Zde      |          |
| 1999/2000     | Zde           | Zde           | Zde           | Zde      | Zde      | Zde      |          |
| 2000/2001     | Zde           | Zde           | Zde           | nehráli  | nehráli  | nehráli  |          |
| 2001/2002     | Zde           | Zde           | Zde           | Zde      | Zde      | Zde      |          |
| 2002/2003     | Zde           | Zde           | Zde           | Zde      | Zde      | Zde      |          |
| 2003/2004     | Zde           | Zde           | Zde           | Zde      | Zde      | Zde      |          |
| 2004/2005     | Zde           | Zde           | Zde           | nehráli  | nehráli  | nehráli  |          |
| 2005/2006     | Zde           | Zde           | Zde           | Zde      | Zde      | Zde      |          |
| 2006/2007     | Zde           | Zde           | Zde           | Zde      | Zde      | Zde      |          |
| 2007/2008     | Zde           | Zde           | Zde           | Zde      | Zde      | Zde      |          |
| 2008/2009     | Zde           | Zde           | Zde           | Zde      | Zde      | Zde      |          |
| 2009/2010     | Zde           | Zde           | Zde           | Zde      | Zde      | Zde      |          |
| 2010/2011     | Zde           | Zde           | Zde           | Zde      | Zde      | Zde      |          |
| 2011/2012     | Zde           | Zde           | Zde           | Zde      | Zde      | Zde      |          |
| 2012/2013     | Zde           | Zde           | Zde           | Zde      | Zde      | Zde      |          |
| 2013/2014     | Zde           | Zde           | Zde           | Zde      | Zde      | Zde      |          |
| 2014/2015     | Zde           | Zde           | Zde           | Zde      | Zde      | Zde      |          |
| 2015/2016     | Zde           | Zde           | Zde           | Zde      | Zde      | Zde      |          |
| 2016/2017     | Zde           | Zde           | Zde           | Zde      | Zde      | Zde      |          |
| 2017/2018     | Zde           | Zde           | Zde           | Zde      | Zde      | Zde      |          |
| 2018/2019     | Zde           | Zde           | Zde           | Zde      | Zde      | Zde      |          |
| 2019/2020     | Zde           | Zde           | Zde           | Zde      | Zde      | Zde      |          |
| 2020/2021     | Zde           | Zde           | Zde           | Zde      | Zde      | Zde      |          |
| 2021/2022     | Zde           | Zde           | Zde           | Zde      | Zde      | Zde      |          |
| 2022/2023     | Zde           | Zde           | Zde           | Zde      | Zde      | Zde      |          |
| 2023/2024     | Zde           | Zde           | Zde           | Zde      | Zde      | Zde      |          |
| 2024/2025     | Zde           | Zde           | Zde           | Zde      | Zde      | Zde      |          |

## Mistrovské sestavy
| Titul | Sezóna    | Hráči |
| ----- | --------- | --- |
| 1.    | 2010/2011 | Brankáři: Peter Hamerlík • Martin Vojtek Obránci: Josef Hrabal • Stanislav Hudec • Lukáš Krajíček • Martin Lojek • Martin Richter • Daniel Seman • Lukáš Zíb Útočníci: Martin Adamský • Radek Bonk • Erik Hrňa • Ladislav Kohn • David Květoň • Bryan McGregor • Jakub Orsava • Jan Peterek • Vojtěch Polák • Jiří Polanský • Martin Růžička • Václav Varaďa • Marek Zagrapan • Martin Koudelka Trenéři: Pavel Marek • Břetislav Kopřiva                                                                                   |
| 2.    | 2018/2019 | Brankáři: Šimon Hrubec • Pavel Kantor Obránci: Lukáš Krajíček • Milan Doudera • Martin Gernát • David Musil • Vladimír Roth • Guntis Galvinš • Marian Adámek • Patrik Husák • Jakub Matyáš Útočníci: Martin Růžička • Erik Hrňa • Petr Vrána • Ethan Werek • Jiří Polanský • Vladimír Dravecký • Aron Chmielewski • Tomáš Marcinko • Michal Kovařčík • Vladimír Svačina • Martin Adamský • David Cienciala • Štěpán Novotný • Ondřej Kovařčík Trenéři: Václav Varaďa • Marek Zadina • Jiří Raszka                          |
| 3.    | 2020/2021 | Brankáři: Ondřej Kacetl • Jakub Štěpánek Obránci: Marian Adámek • Milan Doudera • Jan Jaroměřský • David Musil • Martin Gernát • Tomáš Kundrátek • Jan Zahradníček • Ralfs Freibergs Útočníci: Martin Růžička • Aron Chmielewski • Michal Kovařčík • Ondřej Kovařčík • Miloš Roman • Erik Hrňa • Vladimír Dravecký • Tomáš Marcinko • Patrik Hrehorčák • Jack Rodewald • Petr Vrána • Matěj Stránský • Daniel Kurovský • Michael Špaček Trenéři: Václav Varaďa • Marek Zadina                                              |
| 4.    | 2021/2022 | Brankáři: Ondřej Kacetl • Marek Mazanec Obránci: Milan Doudera • David Musil • Tomáš Kundrátek • Jan Zahradníček • Martin Marinčin • Marian Adámek • Mikuláš Zbořil Útočníci: Martin Růžička • Aron Chmielewski • Michal Kovařčík • Ondřej Kovařčík • Miloš Roman • Erik Hrňa • Vladimír Dravecký • Tomáš Marcinko • Patrik Hrehorčák • Andrej Nestrašil • Petr Vrána • Vladimír Svačina • Marko Daňo • Martin Bakoš Trenéři: Václav Varaďa • Marek Zadina • Aleš Krátoška                                                 |
| 5.    | 2022/2023 | Brankáři: Ondřej Kacetl • Marek Mazanec Obránci: Milan Doudera • Jakub Jeřábek • Kārlis Čukste • Jan Zahradníček • Martin Marinčin • Adam Smith • Marian Adámek • Lukáš Kaňák • Vladimír Roth • Štěpán Havránek Útočníci: Martin Růžička • Aron Chmielewski • Daniel Voženílek • Daniel Kurovský • Miloš Roman • Erik Hrňa • Vladimír Dravecký • Tomáš Marcinko • Patrik Hrehorčák • Andrej Nestrašil • Petr Vrána • Vladimír Svačina • Marko Daňo • Libor Hudáček • Samuel Buček Trenéři: Zdeněk Moták • Vladimír Országh |
| 6.    | 2023/2024 | Brankáři: Ondřej Kacetl • Marek Mazanec Obránci: Tomáš Kundrátek • Jakub Jeřábek • Richard Nedomlel • Martin Marinčin • Adam Polášek • Marian Adámek • Petr Šenkeřík • Adam Smith Útočníci: Martin Růžička • David Cienciala • Daniel Voženílek • Daniel Kurovský • Miloš Roman • Viliam Čacho • Vladimír Dravecký • Patrik Hrehorčák • Andrej Nestrašil • Petr Vrána • Petr Sikora • Marko Daňo • Libor Hudáček Trenéři: Zdeněk Moták • Vladimír Országh                                                                  |

## Účast v mezinárodních pohárech
Zdroj:
Legenda: SP – Spenglerův pohár, EHP – Evropský hokejový pohár, EHL – Evropská hokejová liga, SSix – Super six, IIHFSup – IIHF Superpohár, VC – Victoria Cup, HLMI – Hokejová liga mistrů IIHF, ET – European Trophy, HLM – Hokejová Liga mistrů, KP – Kontinentální pohár

## Hokejová Liga mistrů

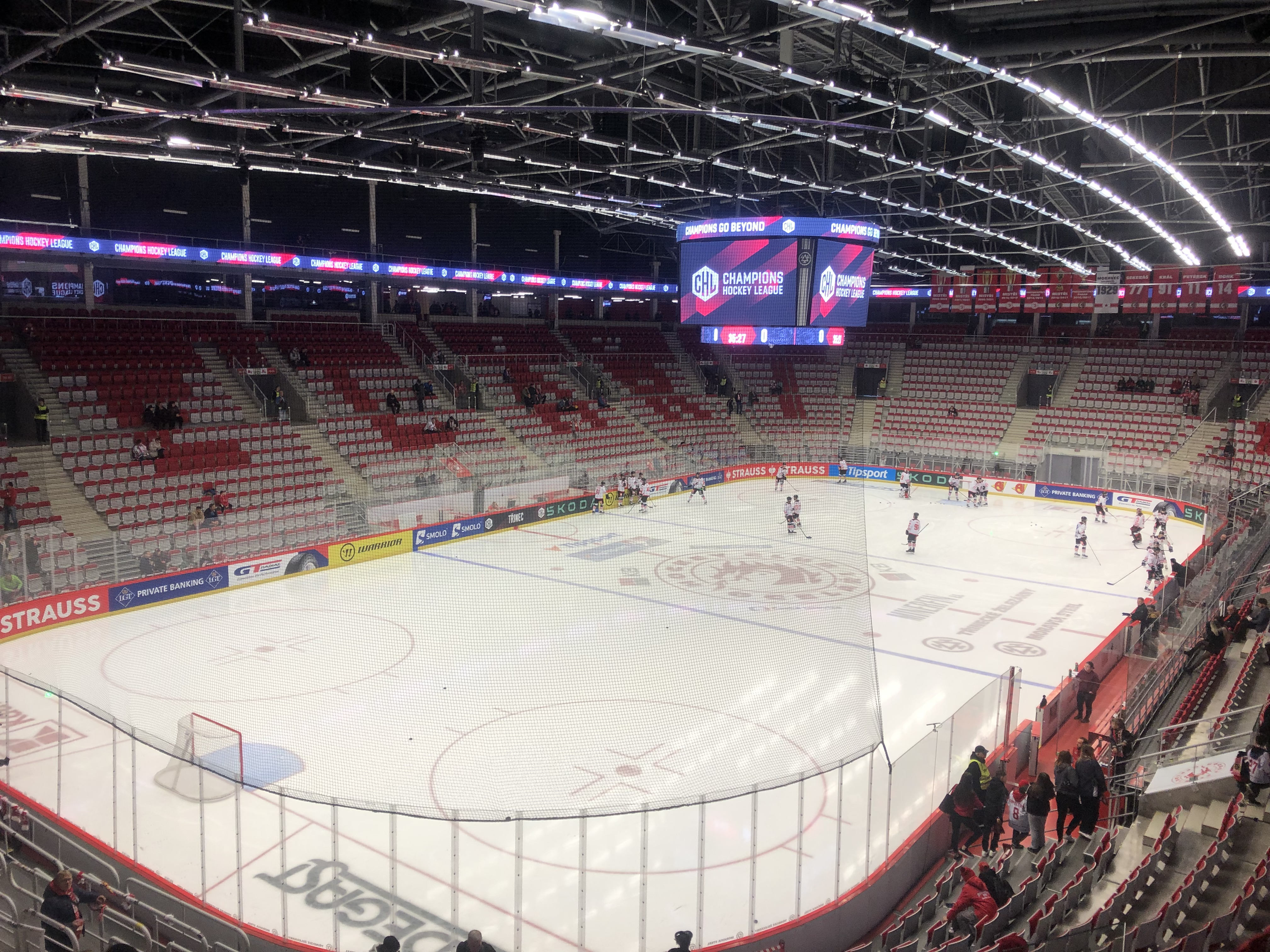
HC Oceláři Třinec ve Werk Areně

- HLM 2014/2015 – Základní skupina E (3. místo)
- HLM 2015/2016 – Nejlepších 32 prohra 5:3 s  HV71
- HLM 2017/2018 – Semifinále prohra 7:6 s  JYP Jyväskylä
- HLM 2018/2019 – Základní skupina E (4. místo)
- HLM 2019/2020 – Základní skupina D (3. místo)
- HLM 2021/2022 – Základní skupina F (3. místo)
- HLM 2022/2023 – Základní skupina H (3. místo)
- HLM 2023/2024 – Osmifinále prohra 8:6 s  Skellefteå AIK
- HLM 2024/2025 – Osmifinále prohra 5:2 s  HC Sparta Praha

## Kontinentální pohár
- KP 1997/1998 – 2. kolo, sk. N (4. místo)
- KP 2000/2001 – 2. kolo, sk. N (2. místo)

## Spenglerův pohár
- SP 2018 – 3. místo (poslední místo) v Torrianiho skupina, Čtvrtfinále prohra s  HC Davos
- SP 2019 – prohra ve finále s Kanadou 4:0 [46]

## Stavba nové víceúčelové haly
Dne 10.10.2012 poklepáním základního kamene začala v Třinci výstavba nové víceúčelové haly Werk Arena.
Dne 31. 7. 2014 byla uvedená do provozu Werk Arena, zároveň zde sehráli první zápas HC Oceláři Třinec 31. července 2014 od 17 hodin proti libereckým Bílým Tygrům v rámci přípravy na novou extraligovou sezonu. Zápas Oceláři vyhráli v poměru 6:2 a první branku na tomto stadionu vstřelil v čase 3:07 třinecký útočník Martin Adamský.

## Významní sponzoři týmu
Třinecké železárny, Šroubárna Kyjov, spol. s r.o.,, VÚHŽ a.s.,, ŽDB DRÁTOVNA, a.s, Energetika Třinec, a.s.,, Hanácká kyselka, Třinecký inženýring a.s, JÁGR TEAM CZ., KALUGIN Archivováno 4. 12. 2021 na Wayback Machine., Rovakotan, Bajusz, Pires s.r.o, KOVO Třinec s.r.o, ZM SERVIS MORAVIA, s. r. o., iFK, STEEL HOUSE, POLANSKÝ s.r.o, Lázně Luhačovice, MROZEK A.S., AGEL, AC Steel, ENVIFORM, Strojírny a stavby Třinec, a.s., Minerfin a.s, HŽP a.s., Železiarne Podbrezová a. s.,
LIEBHERR , Golf Resort Ropice, Karireal, Cieslar s.r.o, Radio Čas, Arriva, 3M, Moravskoslezský kraj, SMOLO a.s.

## Exhibiční utkání legend 2019
- HC Železárny Třinec „98“ – HC Petra Vsetín „98“ 8:4 (2:0, 1:2, 5:2)
- Branky HC Železárny Třinec: 1. Jan Peterek, 9. Richard Král, 24. Zdeněk Sedlák, 31. Richard Král z trestného střílení, 34. Roman Kaděra, 40. Aleš Zima, 43. Tomáš Chlubna, 45. Jan Peterek
- Branky HC Petra Vsetín „98“: 25. Tomáš Sršeň, 29. Roman Stantien, 33. Michal Broš, 42. Radim Tesařík

Toto exhibiční utkání se odehrálo dne 8.10.2019 jako připomínka 1 finále HC Železárny Třinec v sezoně 1997/1998 a oslavy devadesáti let (1929) hokeje ve městě Třinec. Utkání se odehrálo Werk Arena před vyprodaným hledištěm (5 400 diváku).
- Sestava HC Železárny Třinec „98“:
- Brankáři: Radovan Biegl (24.Vlastimil Lakosil)
- Obránci: Ľubomír Sekeráš, Stanislav Pavelec, Petr Jančařík, Petr Gřegořek, Filip Štefanka, Robert Kántor, na střídačce byl i Jiří Kuntoš ale v utkání nehrál
- Útočíci: Richard Král  , Roman Kaděra, Jozef Daňo, Tomáš Chlubna, Aleš Zima, Jan Peterek, Petr Folta, Zdeněk Sedlák, Roman Kontšek.
- Trenéři: Alois Hadamczik, Kamil Konečný.
- Sestava HC Petra Vsetín „98“:
- Brankáři: Roman Čechmánek (24.Jiří Kameš)
- Obránci: Pavel Zubíček, Radim Tesařík, Pavel Táborský, Martin Táborský
- Útočíci: Rostislav Vlach  , Ondřej Kratěna, Michal Broš, Jan Tomajko, Roman Stantien, Tomáš Demel, Tomáš Jakeš, Miroslav Barus, Luděk Krayzel, Tomáš Sršeň.
- Trenéři: Jan Neliba, Husička.

## Rozlučkové utkání třineckých hvězd
Toto rozlučkové utkání v němž diváci vzdali hold bývalým třineckým hráčům  se odehrálo dne 11.11.2022. Utkání se odehrálo Werk Arena.
- Sestava týmu Poldy Jiří Polanský [50] a Ády Martin Adamský [49]: Martin Vojtek, Radovan Biegl, Martin Richter - Stanislav Hudec, K.Adamský, Ľubomír Sekeráš, Daniel Seman, Jiří Hunkes, Robert Kántor, Jan Výtisk, Miloslav Gureň - Geltner, J.Polanský ml., Martin Adamský - Jaroslav Kudrna, Jan Peterek, David Moravec - Kazlepka, Richard Bordowski, Lubomír Korhoň - J.Polanský st., Rostislav Marosz, Gadlina. Trenér: Marek
- Sestava týmu Krajíce Lukáš Krajíček [51] a Hamase Peter Hamerlík [52]: Peter Hamerlík, Jaroslav Kameš - J.Krajíček, Lukáš Krajíček, Vladimír Dravecký, V. Dravecký ml., Vladimír Roth, Lukáš Zíb, Nikolas Krajíček (syn Lukáše Krajíčka) - Ladislav Kohn, Václav Varaďa, Martin Růžička - Zbyněk Irgl, David Květoň, Aron Chmielewski - Petr Haluza, Jan Lamacz (kustod HC Oceláři Třinec), Erik Hrňa - Josef Hrabal, Meidl, Dalibor Pail (vidokouč HC Oceláři Třinec). Trenéři: Petr Maršoun, Petr Vrána, Novák.

## Vyřazená čísla

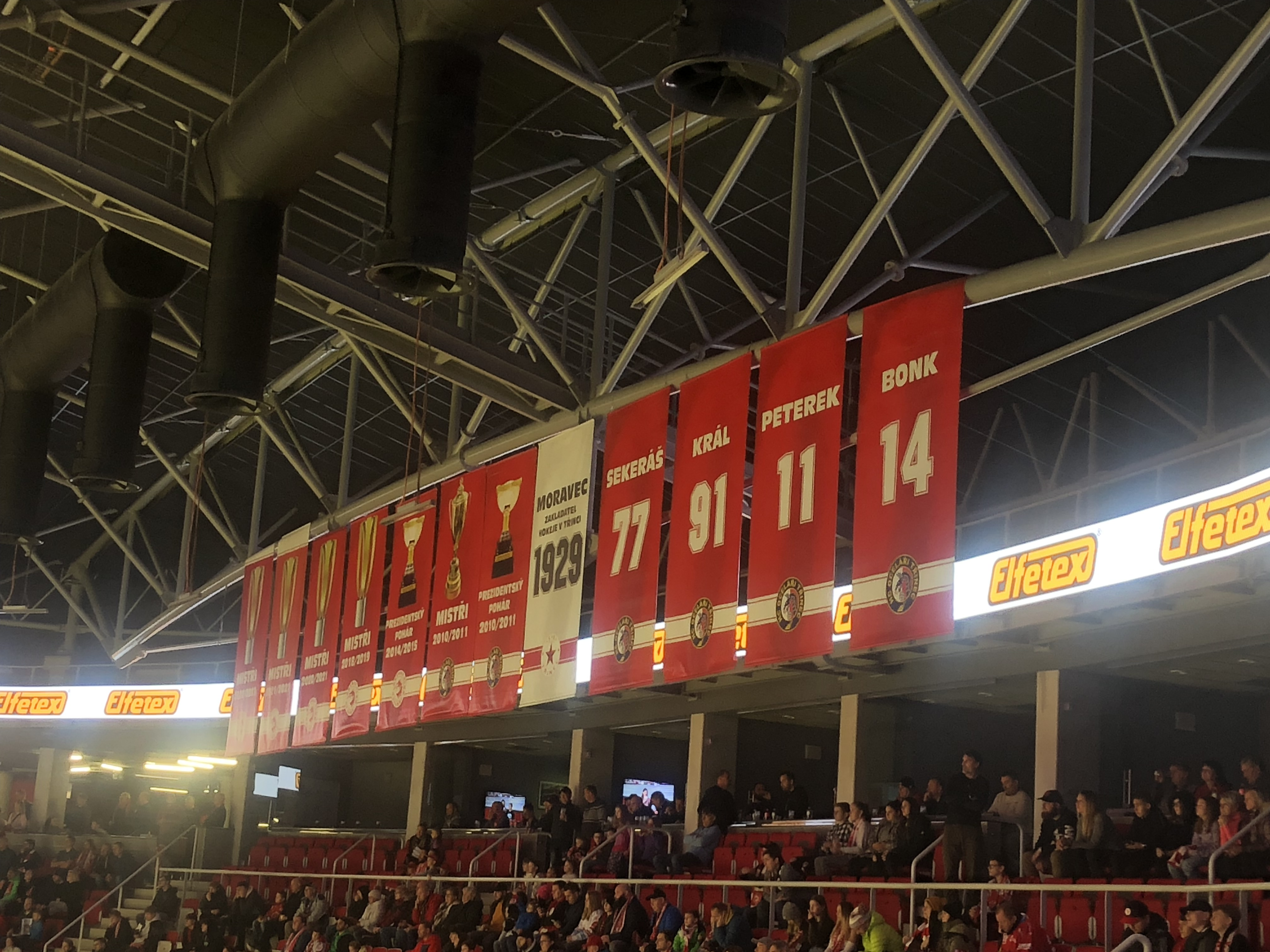
Vyřazená čísla dresů ve Werk Areně

- 11 – Jan Peterek
- 77 – Ľubomír Sekeráš
- 91 – Richard Král
- 14 - Radek Bonk
- 23 – Jiří Polanský [53]